# Jaime Herrera Beutler
Jaime Lynn Herrera Beutler (Glendale, 3 de noviembre de 1978) es una política estadounidense del Partido Republicano, que se desempeñó como miembro de la Cámara de Representantes de los Estados Unidos por el 3.º distrito congresional de Washington. Integró la Cámara de Representantes de Washington de 2007 a 2011. En 2010, fue elegida al Congreso, siendo reelegida cinco veces.

## Biografía

### Primeros años, educación y carrera temprana
Nació en Glendale (California), hija de Candice Marie (Rough) y Armando D. Herrera. Su padre es de ascendencia mexicana y su madre tiene ascendencia inglesa, irlandesa, escocesa y alemana. Se crio en Ridgefield, donde su padre era litógrafo. Fue educada en casa hasta el noveno grado y se graduó de Prairie High School, donde jugó baloncesto. En 2004, obtuvo un B.A. en comunicaciones de la Universidad de Washington.
Se desempeñó como pasante en el Senado Estatal de Washington y en Washington, D. C., en la Oficina de Asuntos Políticos de la Casa Blanca. En 2004, fue pasante en la oficina del senador estatal de Washington Joe Zarelli. Fue asistente legislativa principal de la congresista republicana Cathy McMorris Rodgers.

### Cámara de Representantes del Estado de Washington
Regresó al distrito legislativo 18 para postularse para representante estatal, y fue nombrada miembro de la Cámara de Representantes de Washington en 2007 para reemplazar al representante Richard Curtis, quien renunció en medio de un escándalo sexual. Luego ganó las elecciones para conservar su escaño en 2008 con el 60% de los votos.

### Cámara de Representantes de los Estados Unidos
Se postuló a la Cámara de Representantes de los Estados Unidos en el 3.º distrito congresional de Washington en las elecciones legislativas de 2010. Avanzó a las elecciones generales con el 28% de los votos, muy por delante de sus compañeros candidatos republicanos David Hedrick y David Castillo. En las elecciones generales de noviembre, derrotó al demócrata Denny Heck por 53% a 47%. Ganó cinco de los seis condados del distrito.
Anunció su intención de buscar la reelección en enero de 2012. Rápidamente superó a sus dos oponentes: el demócrata Jon Haugen y la independiente Norma Jean Stevens. Ganó las primarias abiertas con el 61% de los votos. En las elecciones generales de noviembre, derrotó a Haugen con el 60% de los votos.
Se postuló para la reelección en 2014. Se enfrentó al republicano Michael Delavar y al demócrata Bob Dingethal. Dingethal y Herrera Beutler avanzaron a las elecciones generales, donde Herrera Beutler derrotó a Dingethal por 60% a 40%.
Fue reelegida nuevamente en 2016 y 2018. En 2020, recibió más del 56% de los votos en las primarias generales. En las elecciones generales, ganó por un margen mayor que en 2018, derrotando a la demócrata Carolyn Long por aproximadamente 13 puntos.